# 国际机场

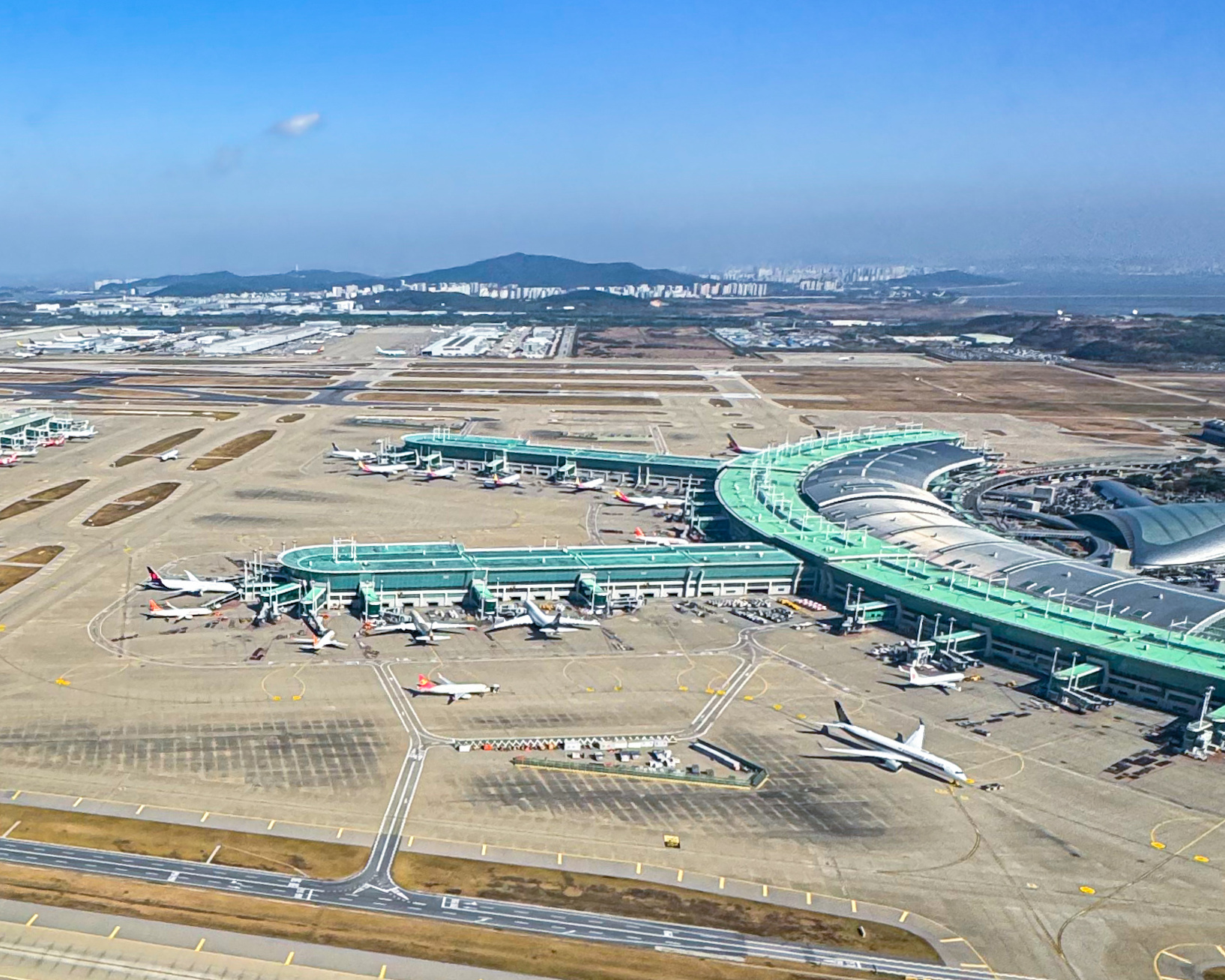
首爾仁川國際機場主航站楼

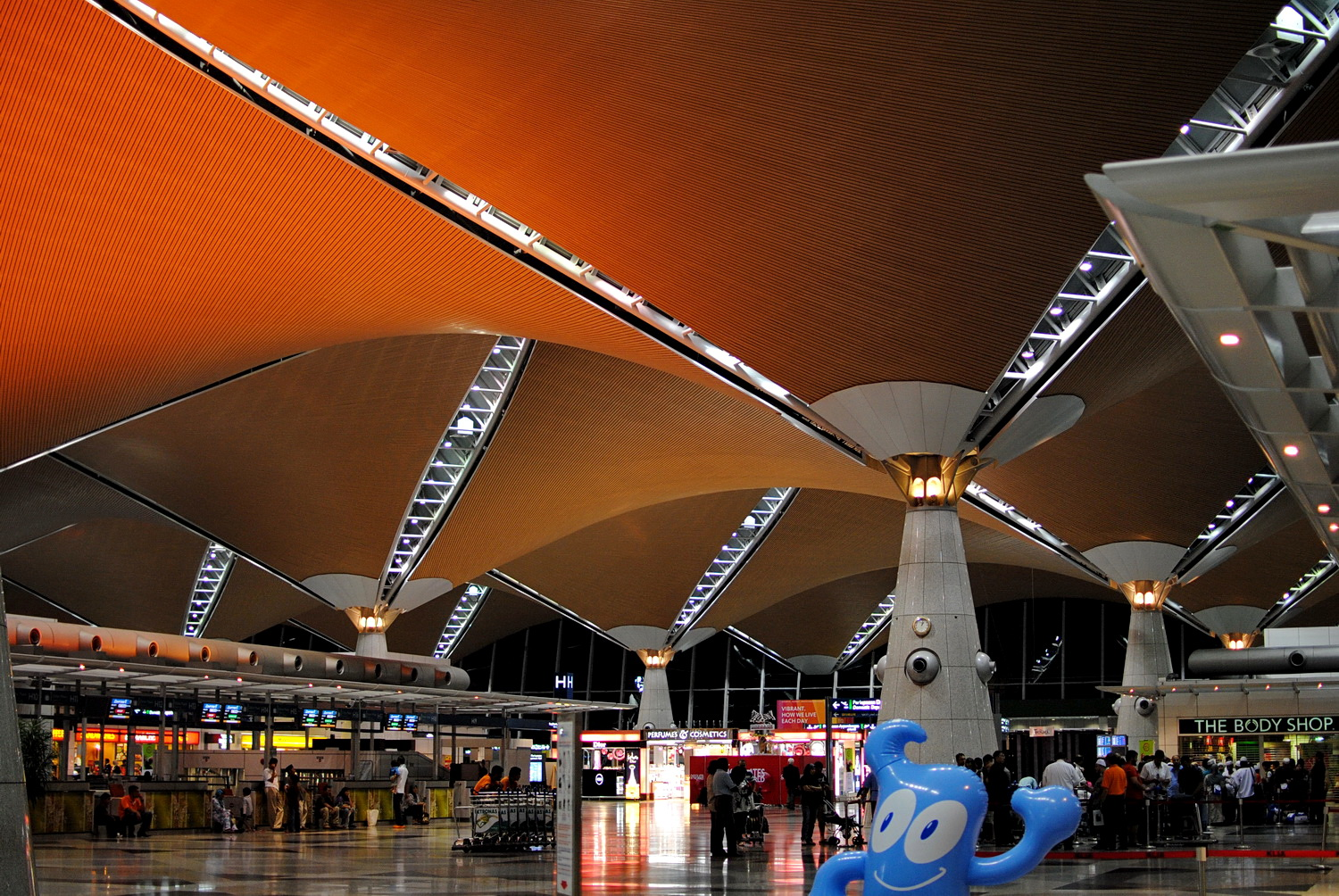
吉隆坡国际机场第一国际机场（KLIA）主航站楼

国际机场是指可接受来自其它国家的班机着陆和起飞的机场。这类机场通常较大，且通常有较长的跑道和设施以供常用于国际或洲际航行的大型飞机使用，並設有海关等邊境管制（CIQ）設施。除国际航班外，国际机场一般也接待国内航班（仅在一个国家境内航行的班机），以方便旅客轉機。有些機場雖名稱不帶有「國際」字樣，但只要有相關設施，一樣可接受其他國家的飛機起降。
在某些情况下，旅行者和航空器可以在启程地的國際機場完成目的地的海关及入境管理手续。例如，美国在某些外国机场设有海关和移民局办公处，實施境外入境審查；这样，从这些机场起飞的班机可以直接飞往美国境内未设有海关和移民局办公设施的机场。

## 設施

### 入境大厅
入境大厅是国际班机到达后旅客完成入境手续并通关的地方。
行李輸送帶
當旅客攜帶較重或體積較大的行李并选择行李托运服务时，被托运的行李在到达目的地后会被传送至行李輸送帶上。而不同班機会使用不同的行李輸送帶以便区分。行李輸送帶通常是迴旋式的，會重複地轉動讓旅客自行認領。

### 離境大廳
免稅店
國際機場通常會設有免稅店，提供免稅的菸酒、化妝品、服裝、奢侈品等。

## 東亞的国际机场

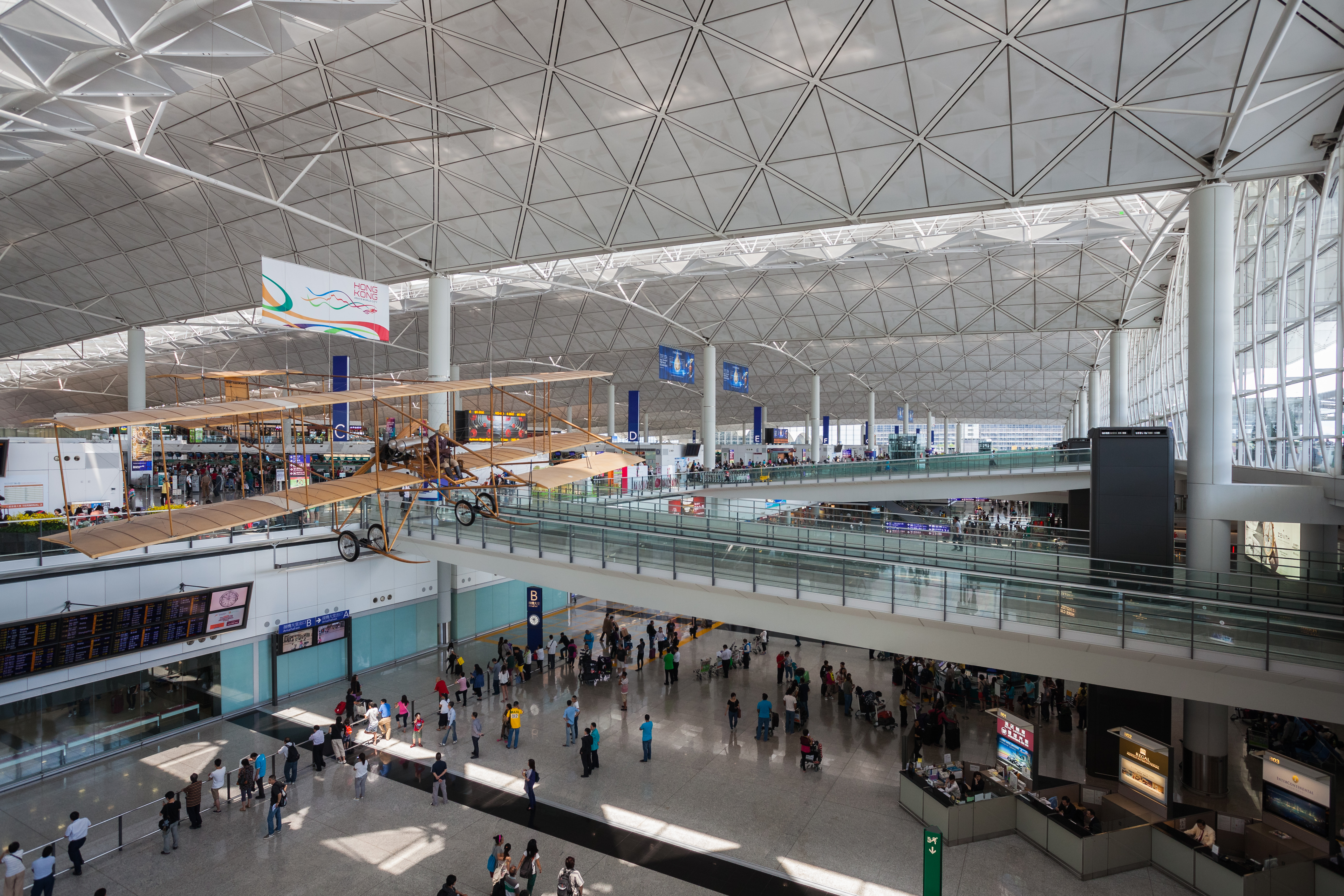
香港國際機場一號客運大樓

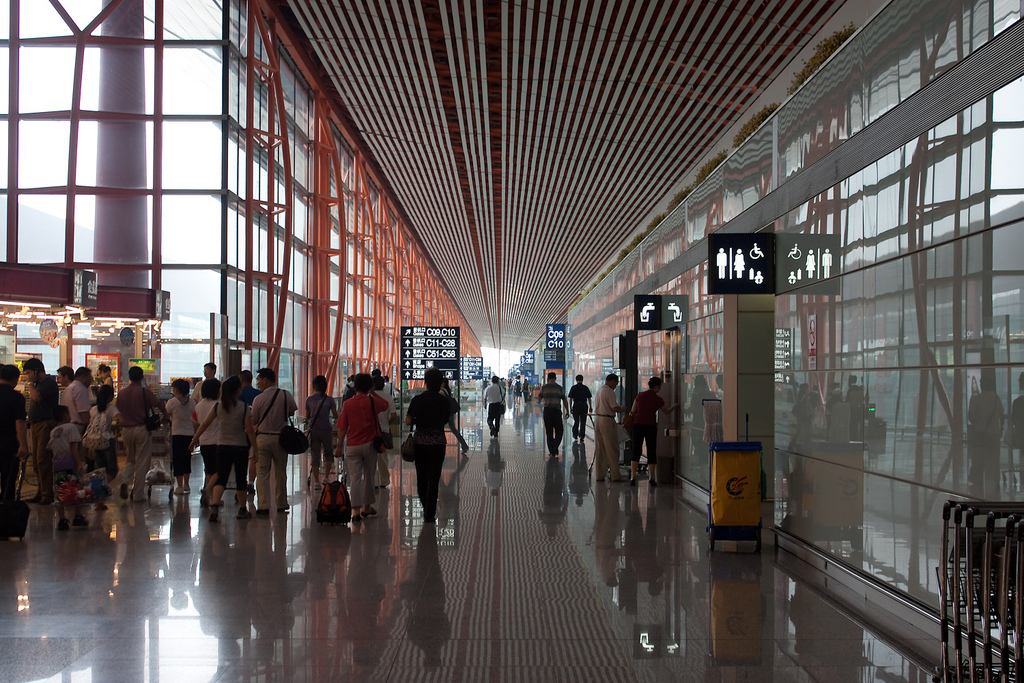
北京首都国际机场3号航站楼

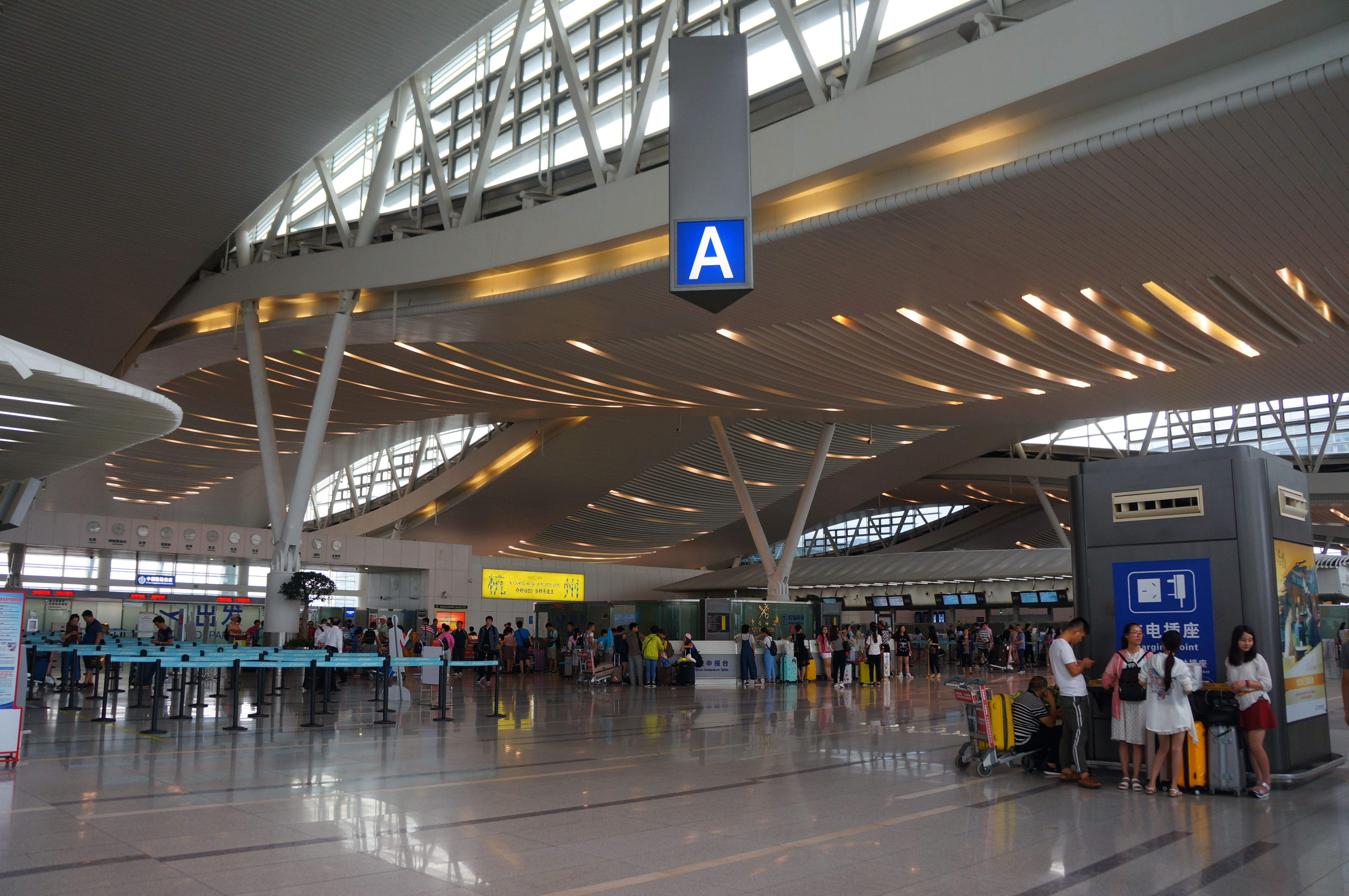
杭州萧山国际机场2号航站楼

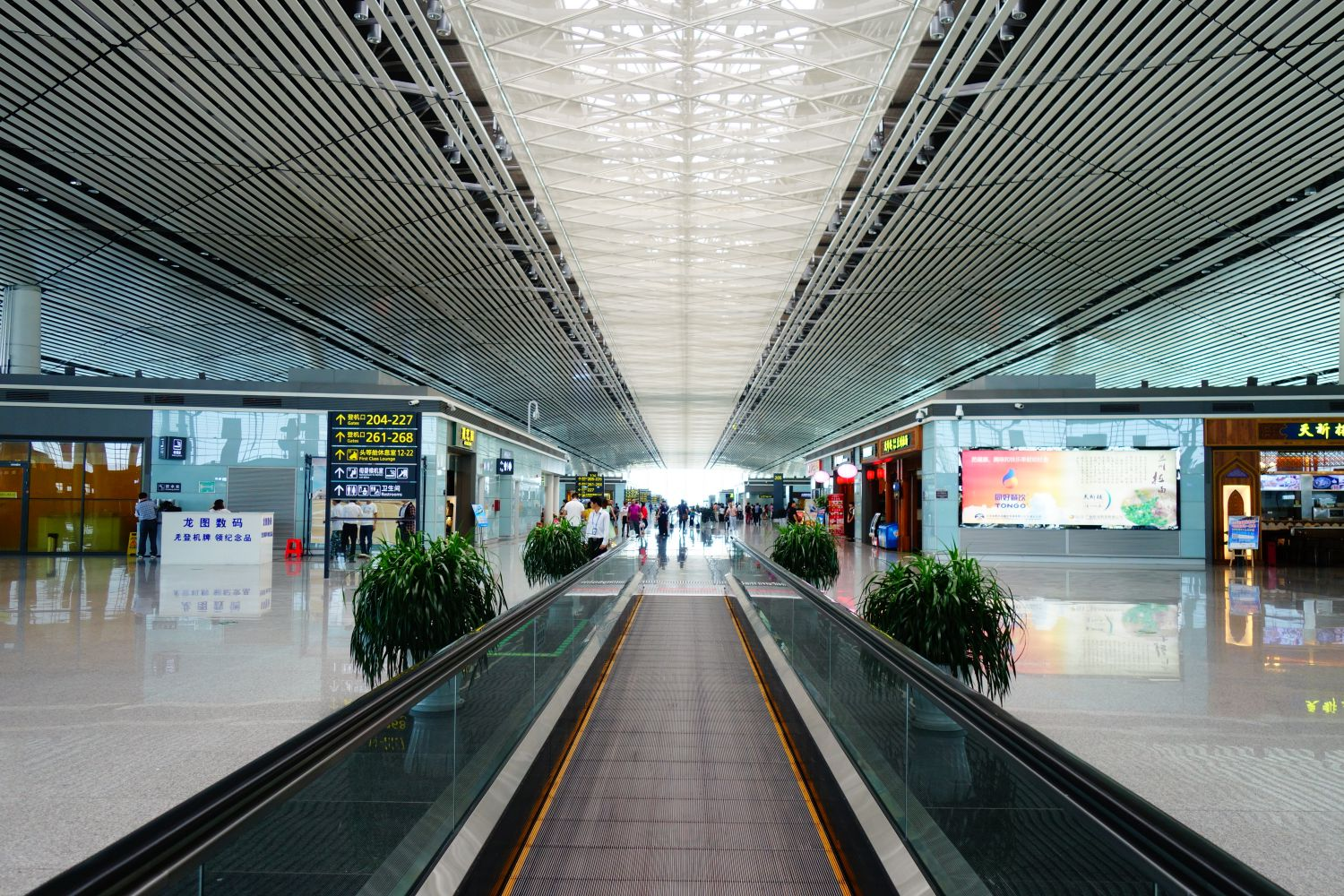
天津滨海国际机场2号航站楼

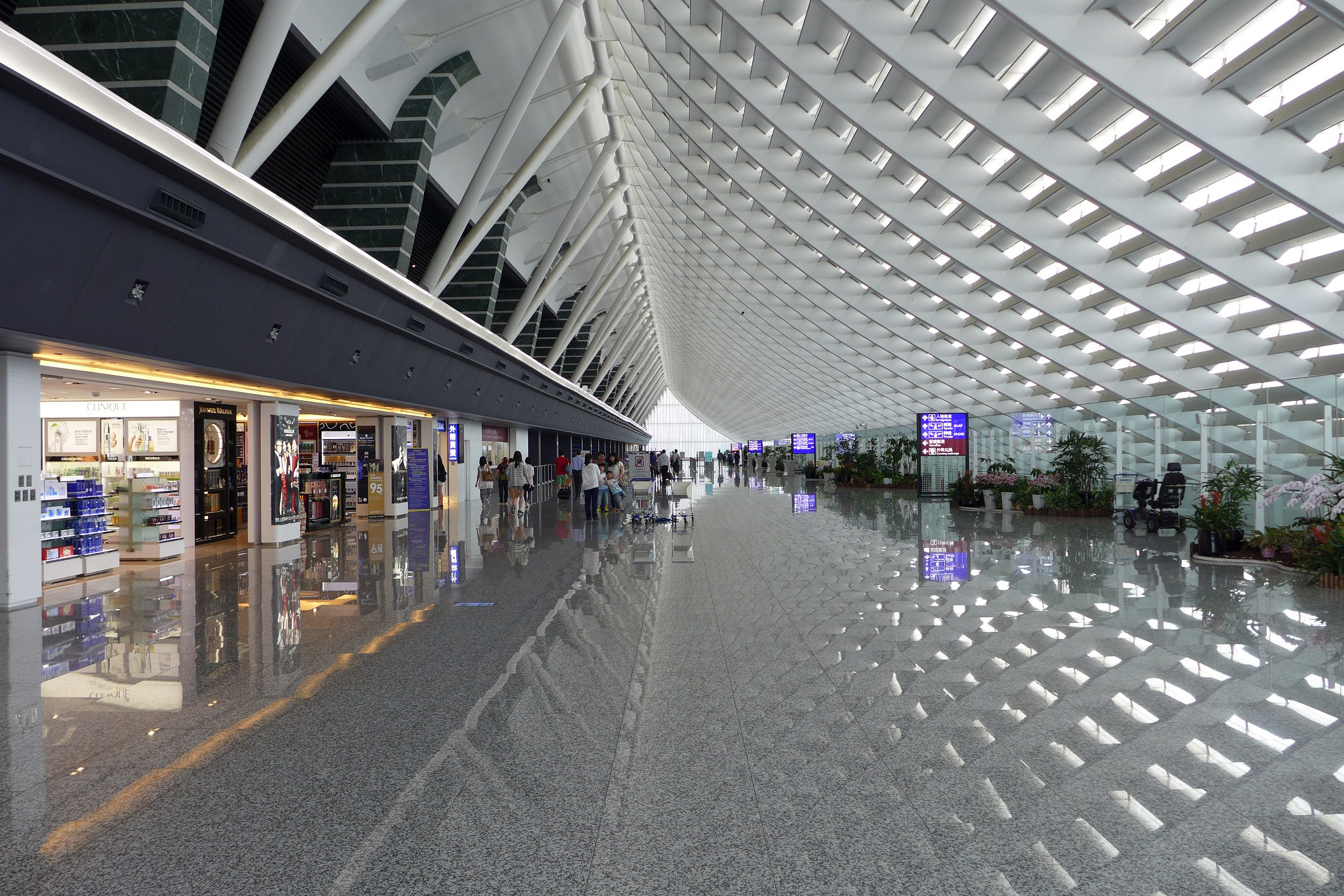
桃園國際機場第一航廈

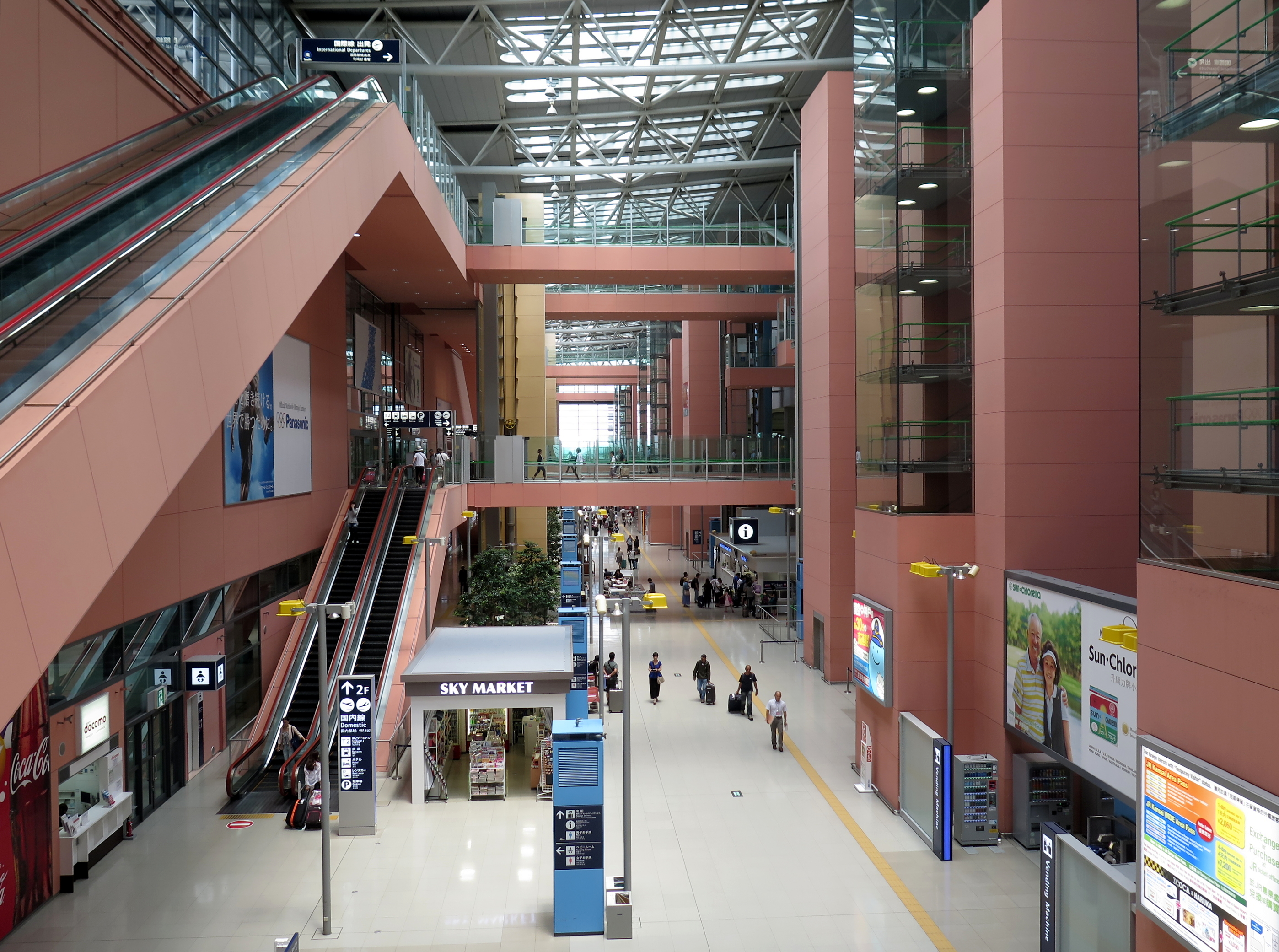
大阪关西国际机场1号航站楼

### 中國大陸
- 北京首都国际机场
- 北京大兴国际机场
- 天津滨海国际机场
- 上海虹桥国际机场
- 上海浦东国际机场
- 长春龙嘉国际机场
- 延吉朝阳川国际机场
- 沈阳桃仙国际机场
- 大连周水子国际机场
- 哈尔滨太平国际机场
- 牡丹江海浪国际机场
- 石家莊正定国际机场
- 太原武宿国际机场
- 济南遥墙国际机场
- 青岛胶东国际机场
- 徐州观音国际机场
- 臨沂啟陽国际机场
- 烟台蓬莱国际机场
- 威海大水泊国际机场
- 广州白云国际机场
- 深圳宝安国际机场
- 揭阳潮汕国际机场
- 福州长乐国际机场
- 厦门高崎国际机场
- 泉州晋江国际机场
- 杭州萧山国际机场
- 宁波栎社国际机场
- 淮安涟水国际机场
- 温州龙湾国际机场
- 南昌昌北国际机场
- 西安咸阳国际机场
- 南京禄口国际机场
- 苏南硕放国际机场
- 常州奔牛国际机场
- 扬州泰州国际机场
- 南通兴东国际机场
- 盐城南洋国际机场
- 合肥新桥国际机场
- 黄山屯溪国际机场
- 长沙黄花国际机场
- 郑州新郑国际机场
- 武汉天河国际机场
- 重庆江北国际机场
- 成都双流国际机场
- 成都天府国际机场
- 张家界荷花国际机场
- 海口美兰国际机场
- 三亚凤凰国际机场
- 贵阳龙洞堡国际机场
- 昆明长水国际机场
- 西双版纳嘎洒国际机场
- 丽江三义国际机场
- 兰州中川国际机场
- 西宁曹家堡国际机场
- 南宁吴圩国际机场
- 桂林两江国际机场
- 银川河东国际机场
- 乌鲁木齐天山国际机场
- 呼和浩特白塔国际机场
- 鄂尔多斯伊金霍洛国际机场

### 香港
- 香港国际机场

### 澳門
- 澳门国际机场

### 日本
- 成田國際機場
- 東京國際機場
- 關西國際機場
- 中部國際機場
- 新千歲機場
- 福岡國際機場
- 仙台國際機場

### 台灣
- 桃園國際機場
- 臺北松山機場
- 高雄國際機場
- 臺中國際機場

### 南韓
- 仁川國際機場
- 金浦國際機場
- 大邱國際機場
- 釜山國際機場
- 濟州國際機場
- 襄陽國際機場
- 務安國際機場
- 清州國際機場

### 北韓
- 平壤順安國際機場
- 元山葛麻機場 （朝鮮政府下令改為國際機場，但事實上並無任何國際航線）

## 其他国际机场

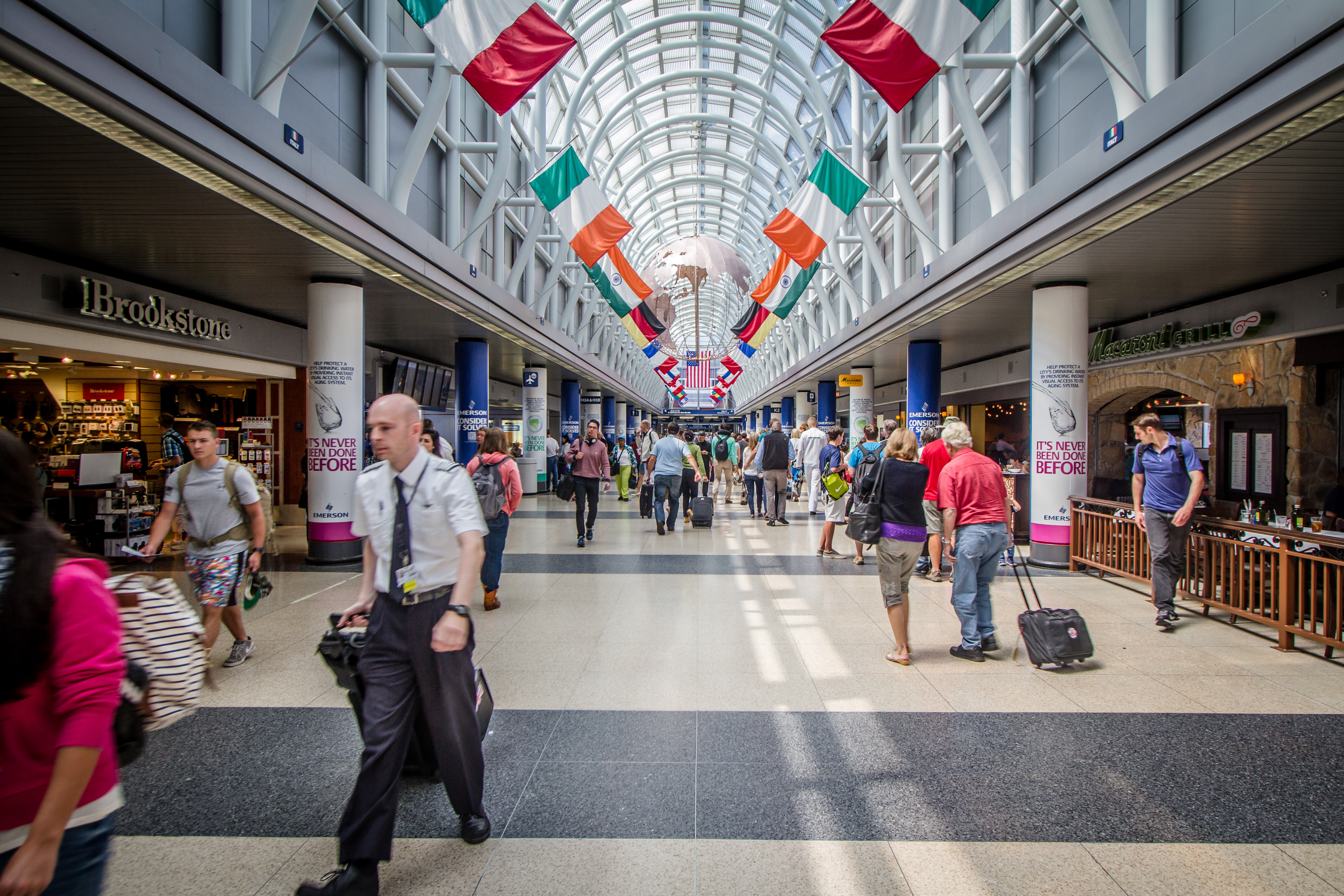
芝加哥国际机场3号航站楼

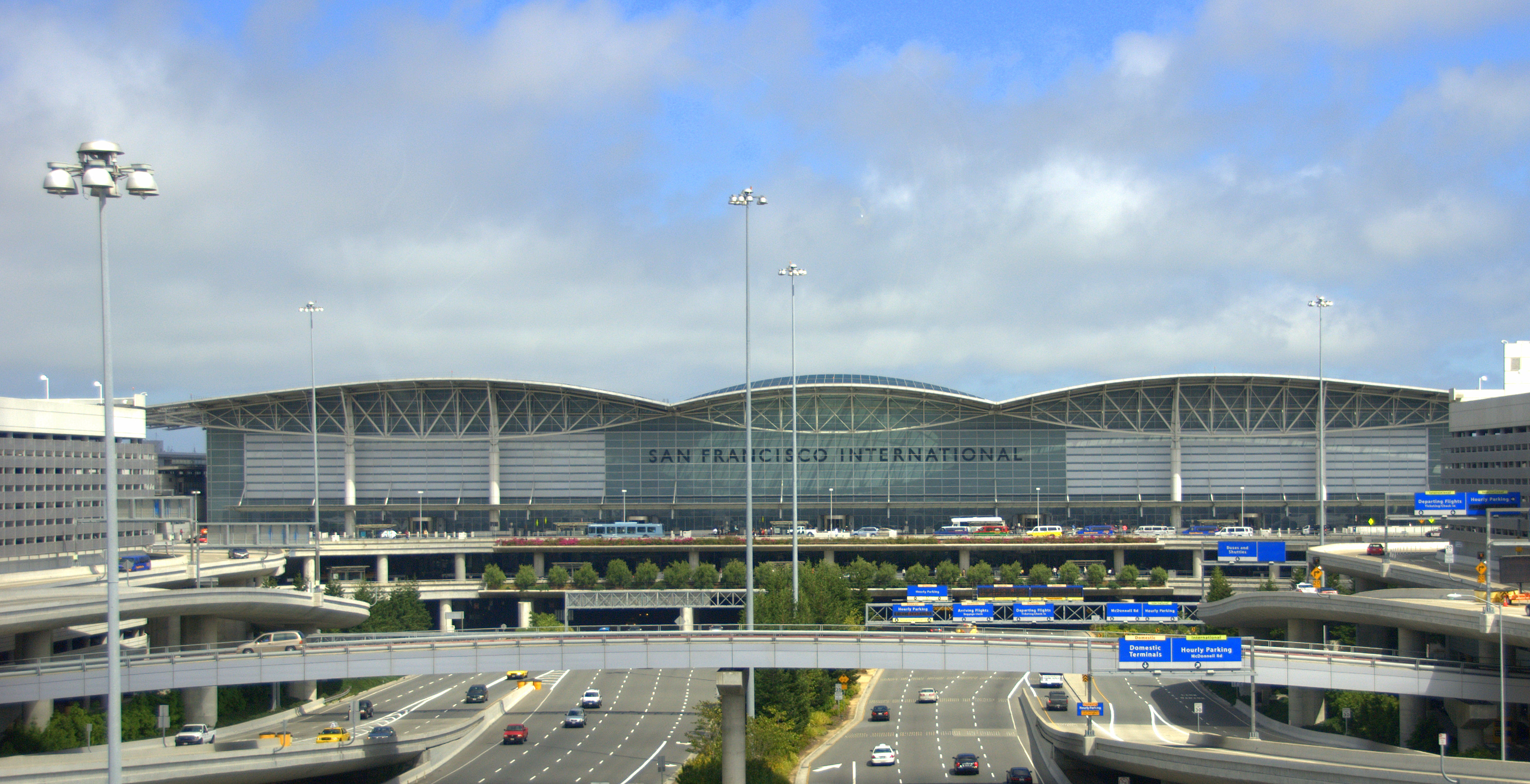
旧金山国际机场国际线航站楼

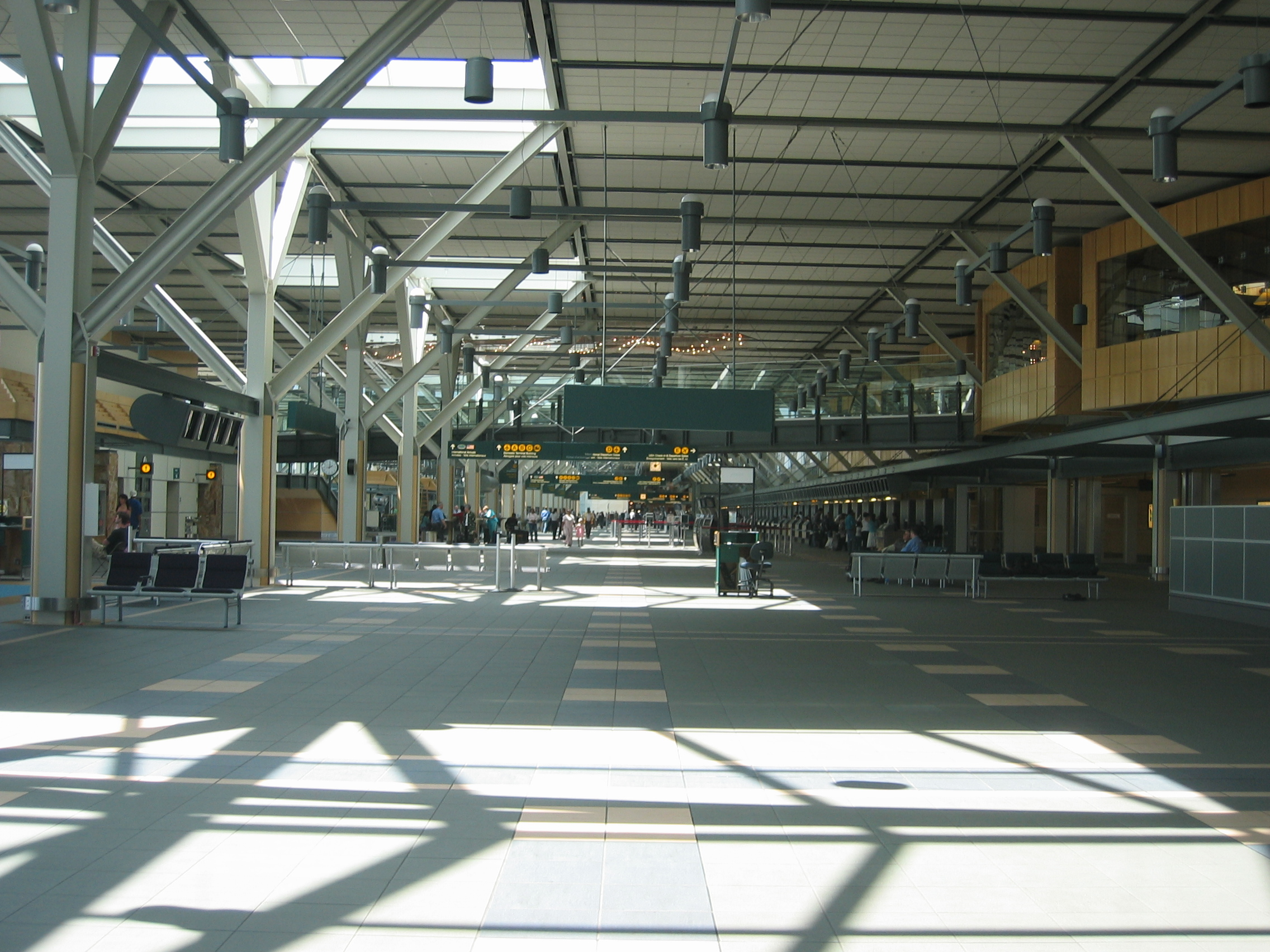
温哥华国际机场入境大堂

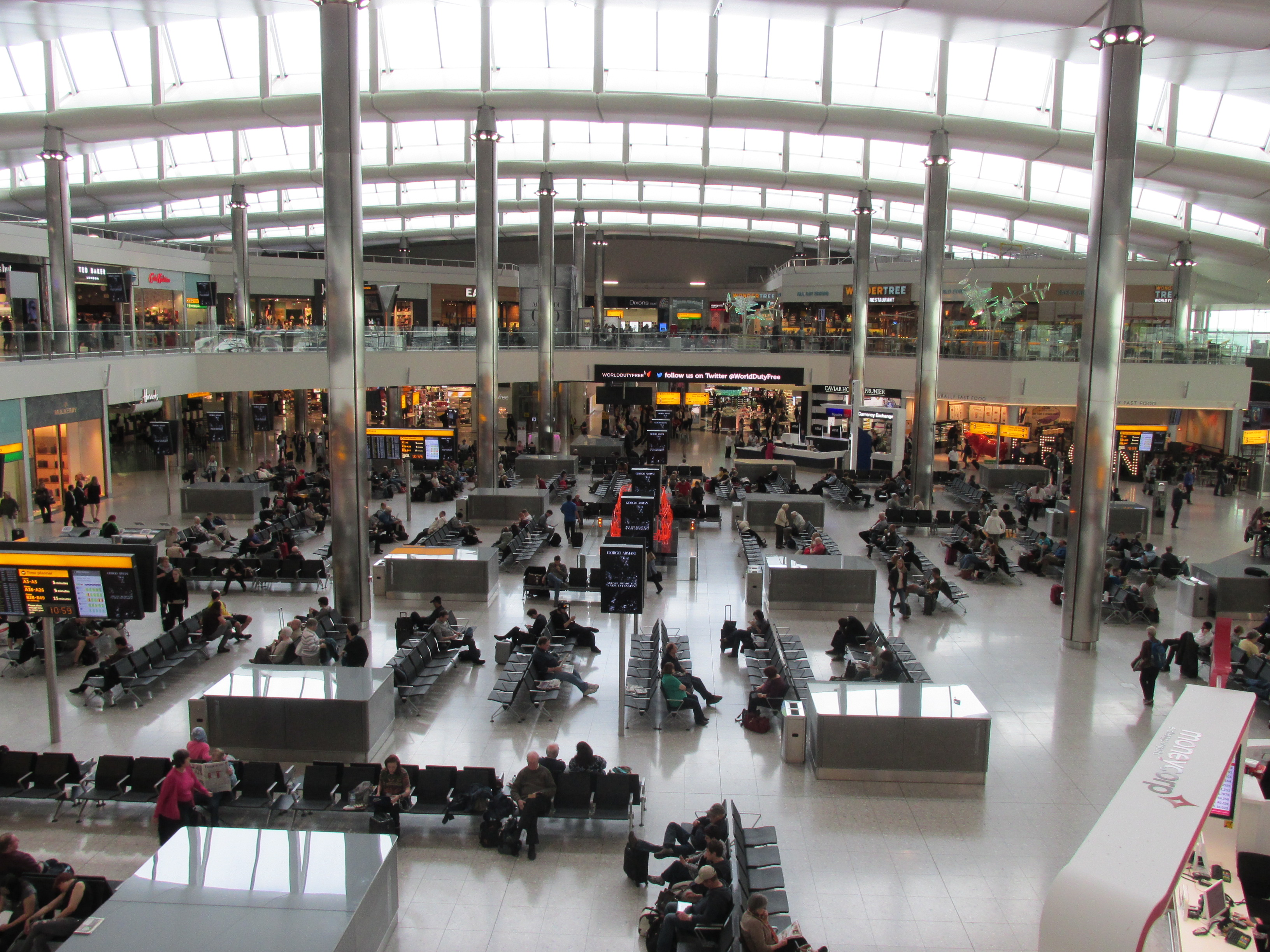
伦敦希斯罗机场二号客运大楼

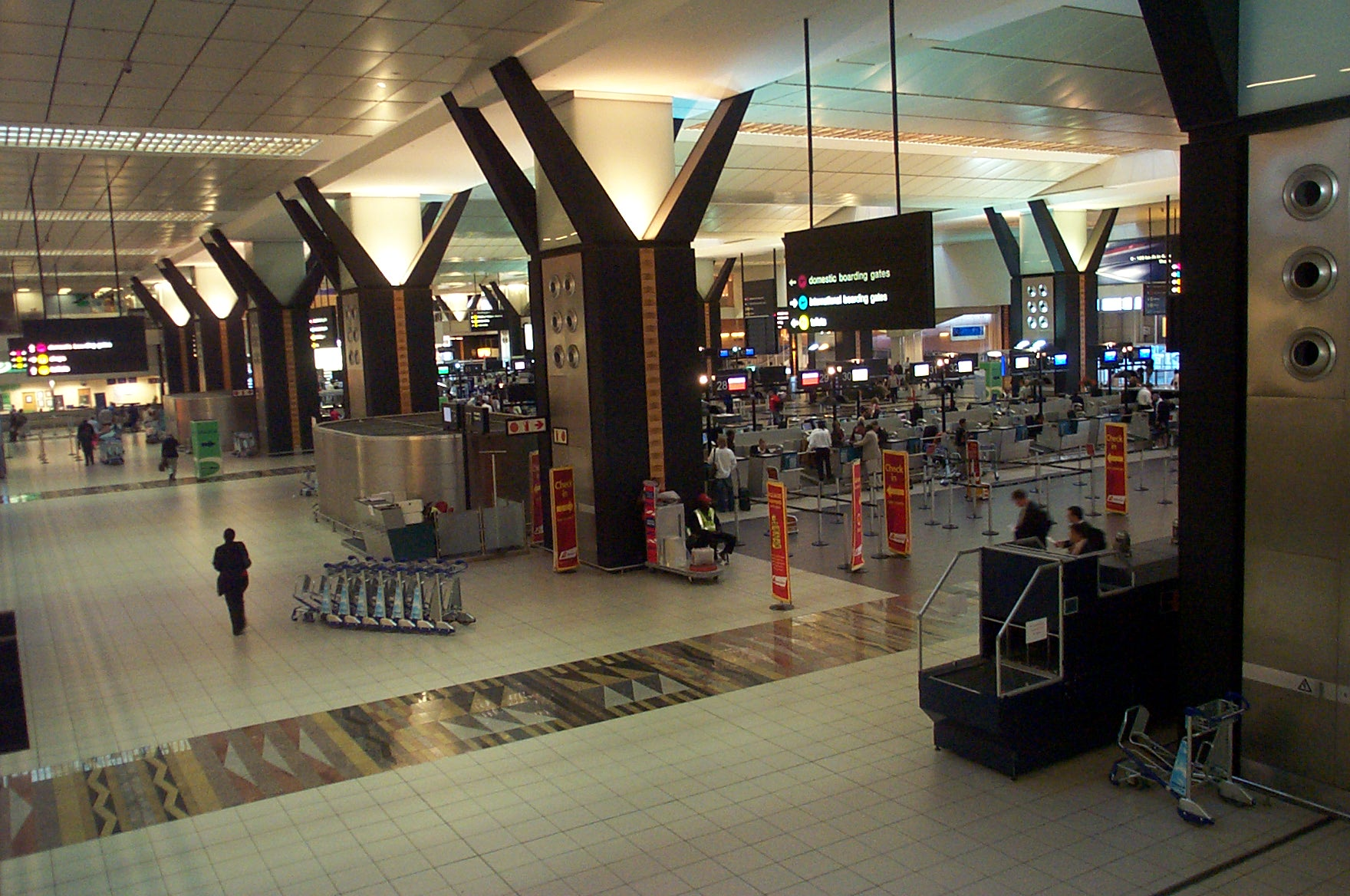
約翰尼斯堡國際機場1號客運大樓

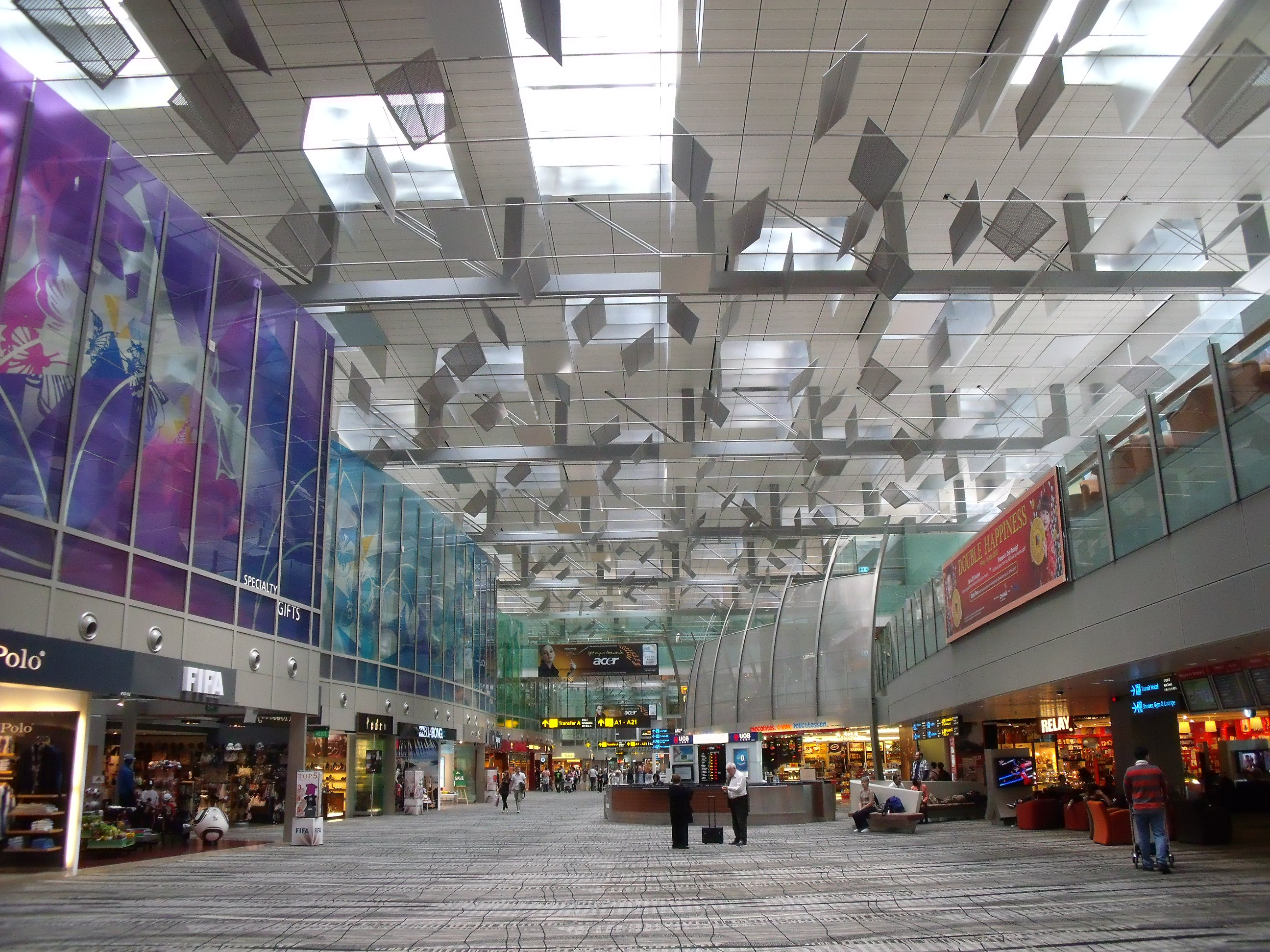
新加坡樟宜国际机场3号航站楼

### 北美洲

#### 美國
- 芝加哥奥黑尔國際機場
- 亞特蘭大國際機場
- 洛杉磯國際機場
- 舊金山國際機場
- 甘迺迪國際機場
- 華盛頓杜勒斯國際機場
- 凤凰城天港国际机场
- 休斯敦乔治·布什洲际机场
- 丹佛国际机场
- 费城国际机场
- 达拉斯-沃斯堡国际机场
- 波特兰国际机场
- 西雅圖國際機場
- 夏洛特道格拉斯国际机场
- 檀香山国际机场
- 奥兰多国际机场
- 盐湖城国际机场
- 波士顿洛根国际机场

#### 加拿大
- 多倫多皮爾遜國際機場
- 溫哥華國際機場
- 蒙特利爾特魯多國際機場

### 中南美洲
- 墨西哥城國際機場
- 聖保羅國際機場
- 里約熱內盧國際機場
- 布宜諾斯艾利斯國際機場

### 歐洲
- 倫敦希斯罗機場
- 巴黎夏尔·戴高乐机场
- 法兰克福莱茵-美茵国际机场
- 慕尼黑國際機場
- 阿姆斯特丹史基浦机场
- 蘇黎世國際機場
- 馬德里巴拉哈斯國際機場
- 羅馬菲乌米奇诺國際機場
- 都柏林国际机场
- 米兰马尔彭萨國際機場
- 伊斯坦堡國際機場

### 非洲

#### 南非
- 約翰尼斯堡國際機場
- 開普敦國際機場
- 德班國際機場
- 伊麗莎白港機場
- 布隆方丹機場
- 東倫敦機場
- 克魯格姆普馬蘭加國際機場
- 波羅克瓦尼國際機場

#### 埃及
- 開羅國際機場

### 亞洲
- 杜拜國際機場
- 利雅德國際機場
- 哈马德國際機場
- 新加坡樟宜機場
- 吉隆坡國際機場
- 梳邦国际机场
- 士乃國際機場
- 浮罗交怡國際機場
- 槟城國際機場
- 怡保國際機場
- 刁曼国际机场
- 古晋國際機場
- 亚庇國際機場
- 蘇凡納布國際機場
- 孟買國際機場
- 新山一國際機場
- 雅加达苏加诺-哈达国际机场
- 內排國際機場

### 大洋洲
- 墨爾本國際機場
- 悉尼國際機場
- 布里斯本機場
- 伯斯機場
- 奧克蘭機場